# Темнота

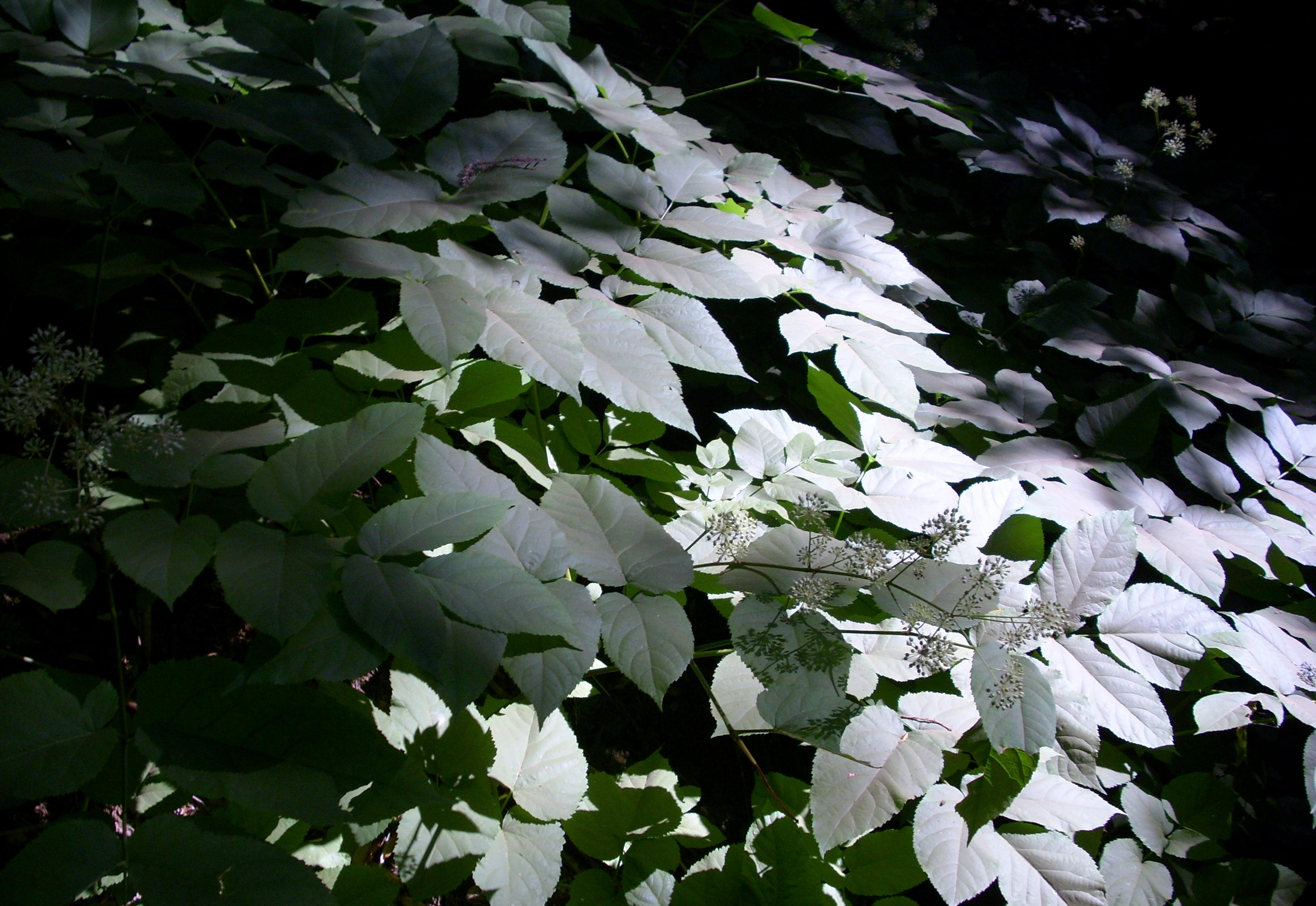
Свет освещает часть куста. Там, где свет не отражается — темнота

Темнота́ — относительное отсутствие видимого света; понятие, противоположное яркости. 
Явление темноты приводит к появлению чёрного цвета в цветовом спектре. Когда нет света, палочки и колбочки внутри глаза не стимулируются, в результате клетки фоторецепторов не посылают в мозг никакой реакции, как они это делают при раздражении их светом какой-либо определённой частоты и длины волны. При плохой освещённости восприятие глаз становится ахроматическим, а в случае темноты — чёрным. Эмоциональная реакция на темноту имеет важное метафорическое значение во многих культурах.

## В науке
Тёмный объект поглощает фотоны, и поэтому выглядит неярким по сравнению с другими объектами. Например, матовая чёрная краска почти не отражает видимый свет и кажется тёмной, а белая краска отражает почти весь видимый свет, поэтому кажется яркой.
Более подробно см. в статье цвет.
Однако свет не может поглощаться беспредельно. Любая энергия, в том числе и видимый свет, не может быть создана из ничего или уничтожена, возможно только преобразование энергии из одного вида в другой. Большинство объектов, которые поглощают видимый свет, испускают энергию в виде инфракрасного излучения. Таким образом, хотя объект выглядит тёмным, вполне вероятно, что он является ярким на частоте, которую человек не может видеть.
Дополнительные сведения см. в статье термодинамика.
Тёмная область пространства имеет ограниченные источники света, из-за чего предметы становится трудно увидеть. Попеременное воздействие света и темноты (дня и ночи) вызвало несколько видов эволюционных адаптаций к темноте. Когда позвоночное животное, в том числе и человек, входит в тёмное пространство, его радужная оболочка расширяется, что способствует попаданию в глаза большего количества света и улучшает ночное видение. Кроме того, при адаптации к темноте клетки — детекторы света человеческого глаза (палочки и колбочки) начинают генерировать менее белый родопсин.
Одной из научных мер темноты является шкала темноты неба Бортля, по которой измеряют яркость ночного неба и отдельных звёзд на определённых участках небосвода и по которой можно сравнивать наблюдаемость небесных объектов на этих участках.

## В культуре

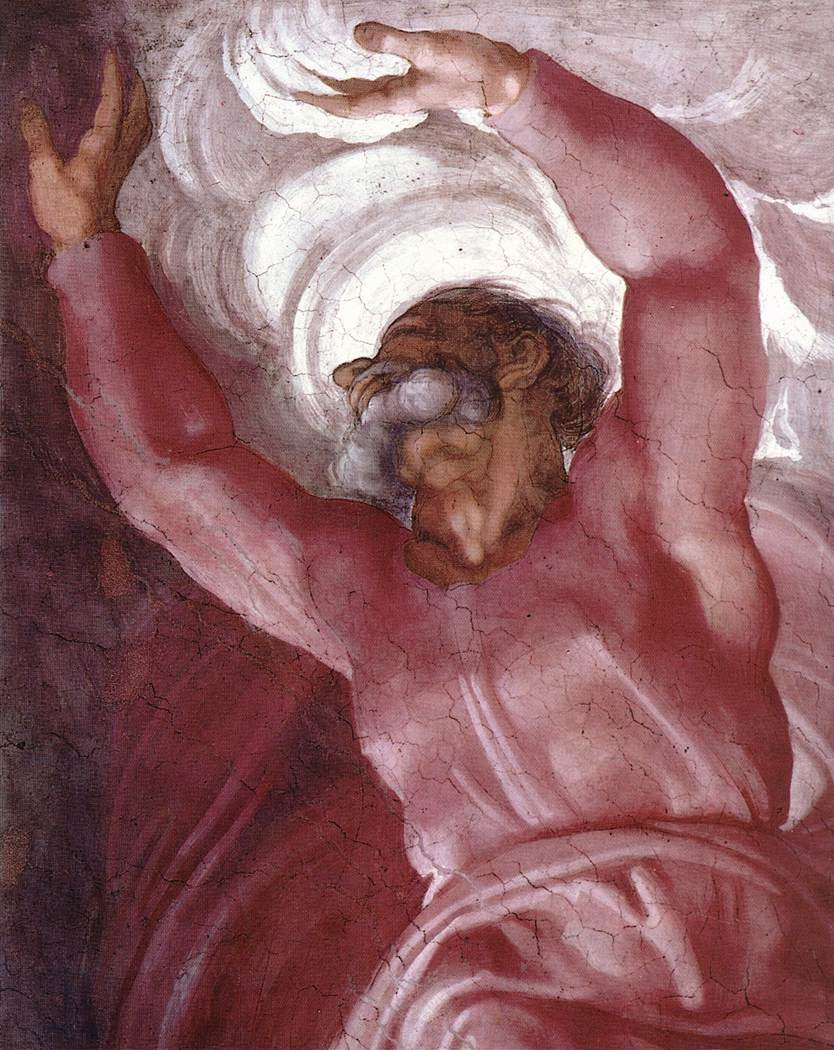
Микеланджело, «Разделение света и тьмы». Потолок Сикстинской капеллы

### В поэзии и религии
В Западном мире темнота как поэтический термин может означать уныние, зло или дурное знамение. В религиозных текстах темнота часто используется, чтобы подчеркнуть важность повествования. В Библии темнота была предпоследней из десяти казней египетских (Исход 10:21).
В китайской философии инь служит для выражения женской части тай-цзы и представляет его тёмную долю.
Использование темноты как изобразительный приём имеет давние устойчивые традиции. Шекспир, писавший в XVI—XVII веках, назвал одного из своих персонажей «князем тьмы» (Король Лир: III, iv), а также придал темноте челюсти, которые пожирают любовь (Сон в летнюю ночь: I, i). Данте описывал ад как «мглу неозарённую».
В древнеанглийском языке было три слова, означающих темноту: heolstor, genip и sceadu. Heolstor означало также «тайник» и превратилось в holster («кобура»). Genip означало «туман» и вышло из употребления, как и многие «сильные глаголы». В нидерландском языке, однако, до сих пор говорят in het geniep, что означает «тайно». Sceadu превратилось в «shadow» (тень) и осталось в использовании. Слово dark (темнота) было образовано от слова deorc.

### В изобразительном искусстве

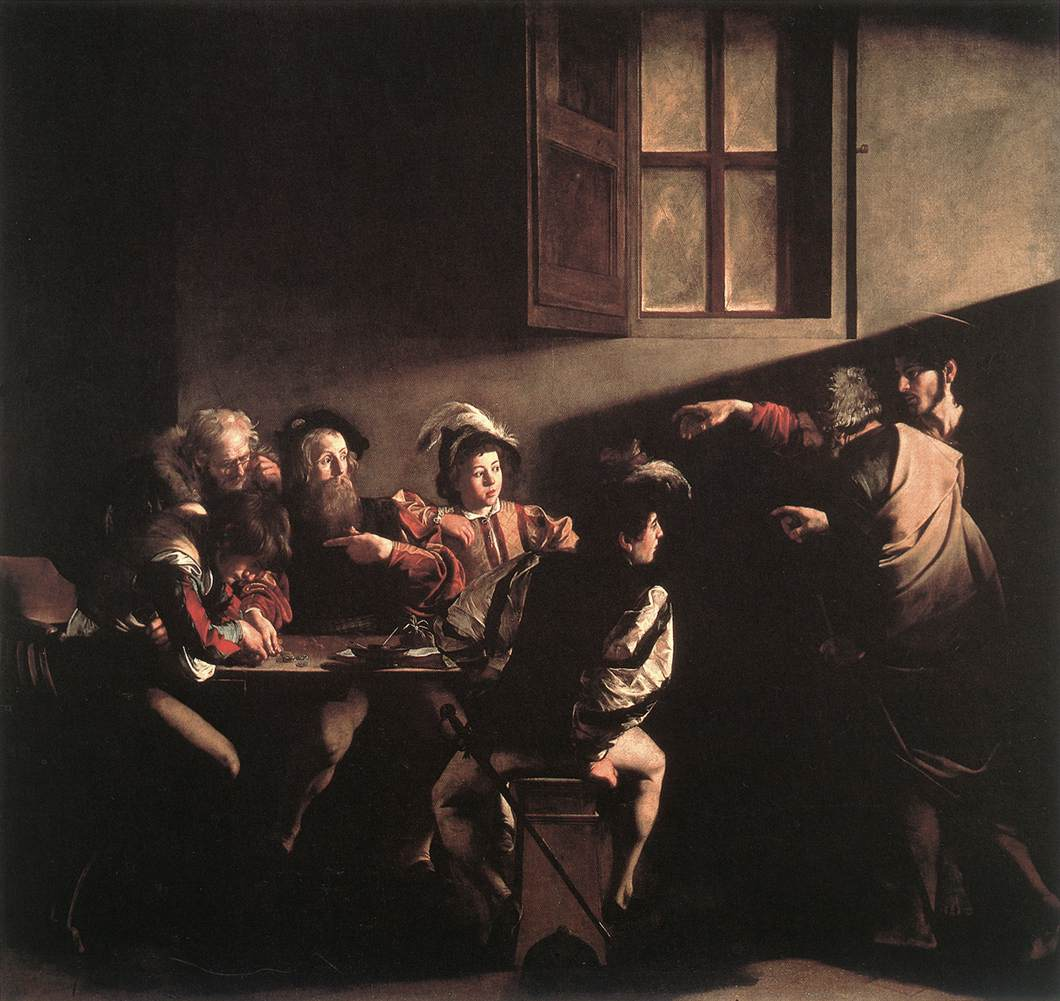
Караваджо в картине «Призвание апостола Матфея» использует темноту для создания эффекта светотени

Темнота может также использоваться в изобразительном искусстве, чтобы подчеркнуть свет или контрастировать со светом. См. статью светотень для обсуждения использования таких контрастов в визуальных средствах массовой информации.
Чтобы создать темноту, цветные краски смешивают вместе, поскольку каждый цвет поглощает определённые частоты света. Теоретически смесь трёх основных цветов или трёх вторичных цветов будет поглощать весь видимый свет и создавать чёрный цвет. На практике однако трудно избежать превращения смеси в вещество коричневого оттенка.
Цвет пиксела на стандартном 24-битном дисплее компьютера определяется тремя числами от 0 до 255, по одному числу для красного, зелёного и синего цвета. Поскольку отсутствие света является темнотой, тёмные цвета ближе к точке с координатами (0,0,0).
Среди прочего темнота может использоваться в рисовании для создания ведущих линий на изображении или для создания пустоты. Эти методы применяются, чтобы привлечь внимание к рисунку. Использование теней увеличивает на изображении перспективу.

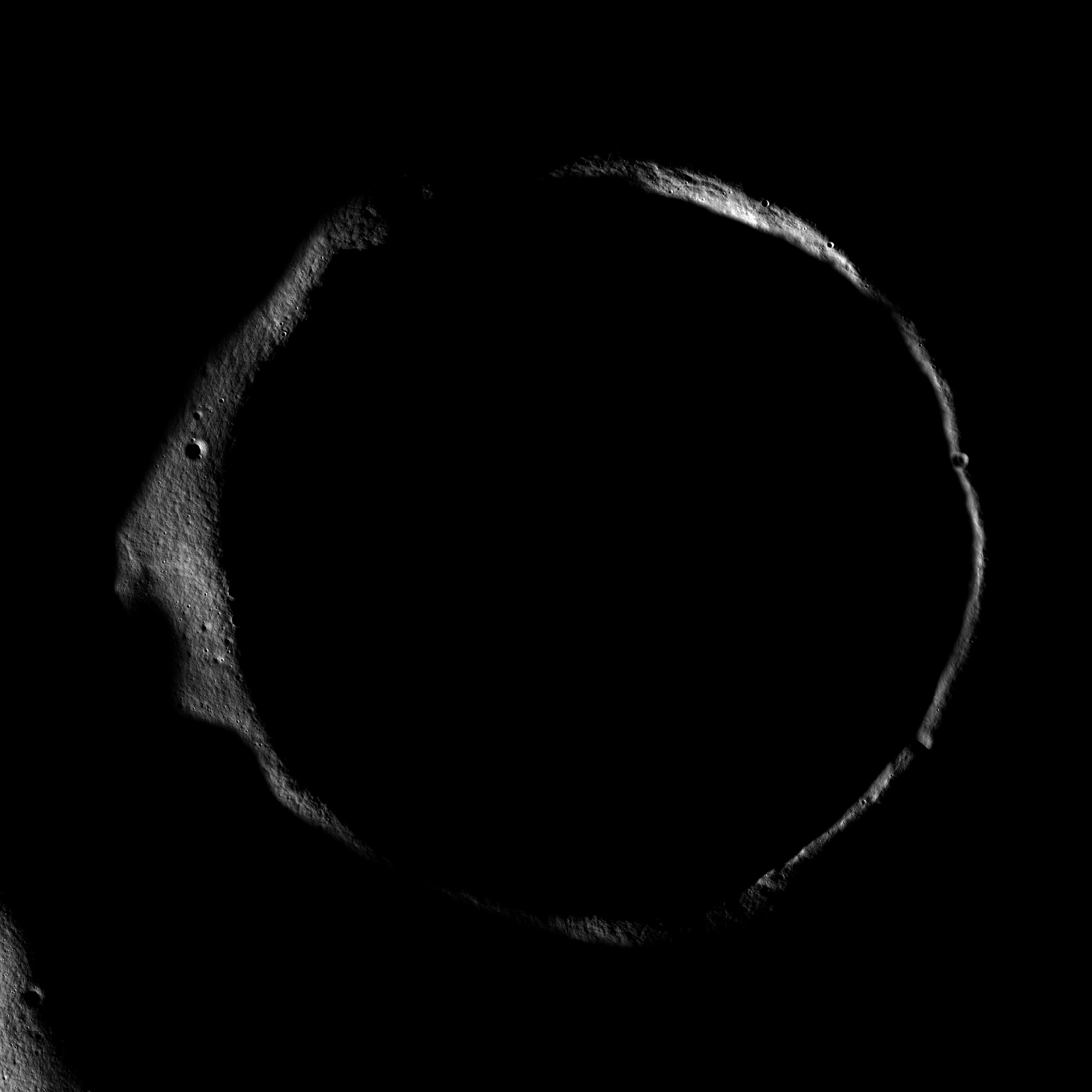
Лунный кратер вечной тьмы Эрлангер (лунный кратер)